# Andrew Hipsher
Andrew „Andy“ Hipsher (* 6. August 1980 in Kettering (Ohio)) ist ein US-amerikanischer Basketballtrainer.

## Leben
Hipsher trug während seiner Spielerlaufbahn die Farben der Schülermannschaft der Archbishop Hoban High School (US-Bundesstaat Ohio) sowie von 1999 bis 2004 der University of Akron. Bei Akron spielte er unter seinem Vater Dan als Trainer. Hipsher, der sich während seiner Collegezeit drei Rückenoperationen unterziehen musste, war Mannschaftskollege von Romeo Travis und Dru Joyce. Mit 344 Korbvorlagen stand Hipsher in der ewigen Bestenliste der Hochschulmannschaft auf dem vierten Rang, als er diese 2004 verließ. Hipsher erlangte einen Universitätsabschluss im Fach Betriebswirtschaft mit dem Schwerpunkt Vermarktung.
Er begann seine Trainerlaufbahn an der Texas Tech University und gehörte dort von 2004 bis 2006 als Assistent zum Stab von Bob Knight. Nach einer dreimonatigen Beschäftigung im Trainerstab der University of Nevada, Las Vegas wurde Hipsher Co-Trainer an der Utah Valley University (Saison 2006/07), von 2007 bis 2009 arbeitete er in demselben Amt an der Western Michigan University. Ende August 2009 stieß er zum Stab der University of South Florida und übernahm zunächst administrative Aufgaben. 2011 wechselte er dort ins Amt des Assistenztrainers. Nach zwei Jahren auf diesem Posten nahm er 2013 ein Angebot der University of Texas-Pan American (später University of Texas Rio Grande Valley) an und arbeitete dort im Stab von Cheftrainer Dan Hipsher, seinem Vater. Im Frühjahr 2016 verließ Hipsher der Jüngere diesen Posten und war rund zwei Jahre als selbstständiger Individualtrainer tätig.
Im Oktober 2018 wurde er beim deutschen Zweitligisten White Wings Hanau Co-Trainer von Simon Cote. Nach einer Saison bei den Hessen wechselte Hipsher in der Sommerpause 2019 zu den Tigers Tübingen (ebenfalls 2. Bundesliga ProA) und arbeitete dort als Assistent von Douglas Spradley. Als dieser Ende Dezember 2019 entlassen wurde, wurde Hipsher zunächst als Übergangscheftrainer eingesetzt, im Januar 2020 entschied die Mannschaftsleitung, den US-Amerikaner mit der Aufgabe zu betrauen, die Tübinger bis zum Saisonende 2019/20 als Cheftrainer zu betreuen.
Im Januar 2021 wurde Hipsher beim finnischen Verein UU-Korihait Leiter der Nachwuchsabteilung und Co-Trainer der Herrenmannschaft. Im Juni 2021 vermeldete der dänische Erstligist Team FOG Næstved Hipshers Verpflichtung als Cheftrainer. In der Saison 2022/23 wurde er mit Næstved dänischer Vizemeister. Damit endete seine Amtszeit bei dem Verein. Hipsher trat im Sommer 2023 das Amt des Cheftrainers beim tschechischen Erstligisten Basketbalový klub Olomouc an. In der Saison 2024/25 wurde er mit der Mannschaft Dritter der tschechischen Meisterschaft.
Zur Saison 2025/26 kehrte Hipsher in sein Heimatland zurück und wurde Mitglied des Trainerstabs der Stony Brook University.